# 개봉
개봉(開封, general release)은 제작 단계가 모두 완료된 영화를 공개하는 것을 말한다. 처음 개봉이 되면, 세계 여러 나라나 영화관/스트리밍 서비스로 배급, 상영된다.

## 같이 보기
- 초연